# Slobodskoj
Slobodskoj è una cittadina della Russia europea nordorientale (Oblast' di Kirov), situata sulla riva destra del fiume Vjatka, 35 km a nordest del capoluogo Kirov; è il capoluogo amministrativo del distretto omonimo.

## Società

### Evoluzione demografica
Fonte: mojgorod.ru
- 1897: 10.100
- 1926: 10.900
- 1939: 22.800
- 1959: 30.300
- 1970: 34.400
- 1989: 39.200
- 2007: 35.100